# خانه بروجردی‌ها

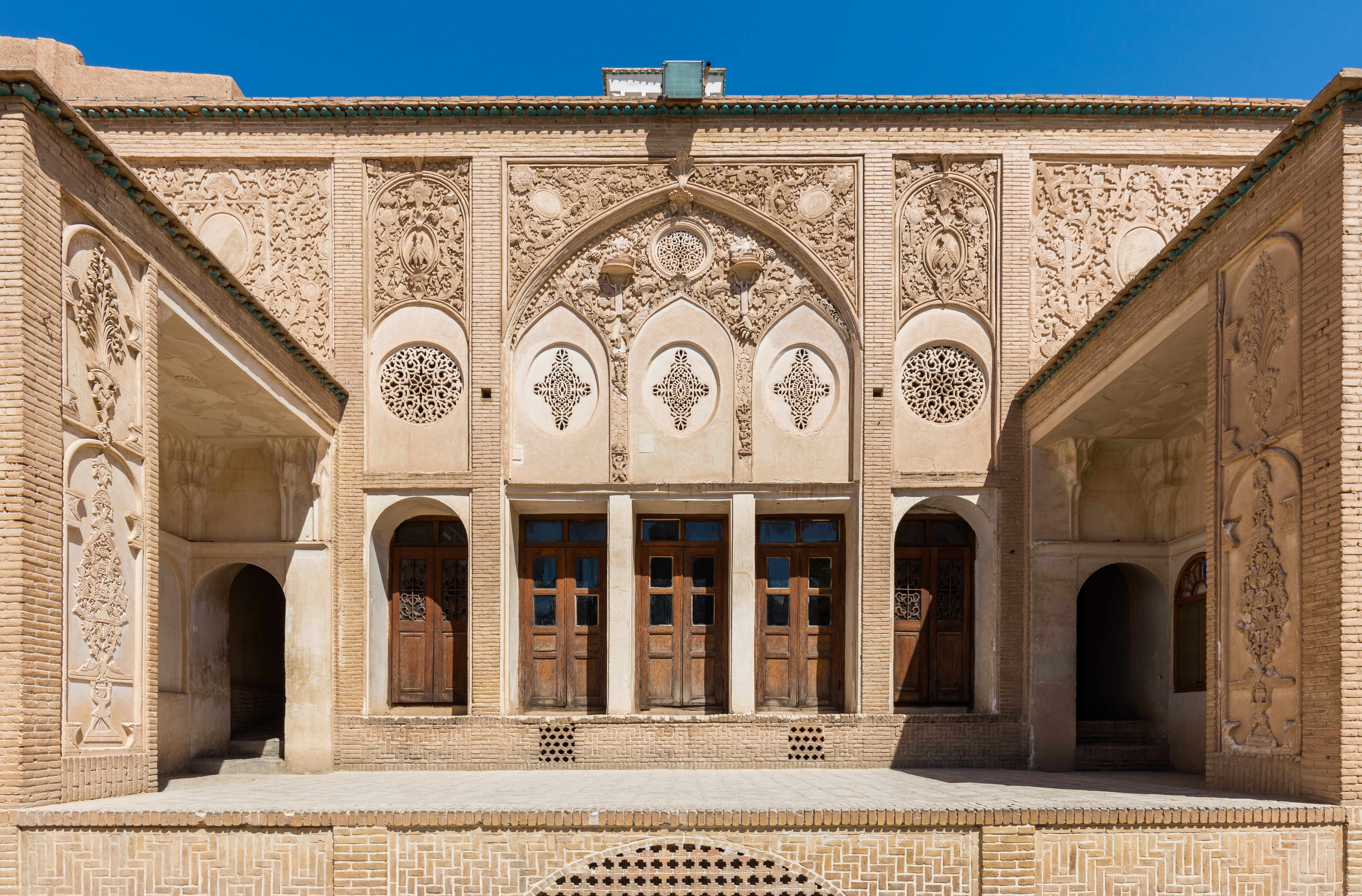
نگاره‌ای از بالکن و گچ‌بری دیواری خانه بروجردی‌ها.

نمایی از فضای گنبدخانه در خانه بروجردی‌ها.

خانهٔ بروجردی‌ها از آثار تاریخی شهر کاشان است. این بنا که سید حسن نطنزی ساخته‌است در محلهٔ سلطان میراحمد واقع است و در نیمهٔ دوم قرن ۱۳ هجری و در زمان قاجار ساخته شده و تحت شماره ۱۰۸۳ در فهرست آثار ملی کشور ثبت شده‌است. این خانه با بادگیرهای قرینه هلالی شکل زیبایی بر بام تالار و کلاه فرنگی روی آن یکی از زیباترین جلوه‌های معماری ایرانی را به معرض نمایش می‌گذارد. به‌طوری‌که در کتیبه چهار طرف تالار آن آمده‌است، ساخت بنا به سال ۱۲۹۲ ه-ق بازمی‌گردد.
مساحت این خانه ۱۷۰۰ متر مربع و زیربنای آن ۱۰۰۰ مترمربع است؛ شامل ۲ قسمت بیرونی و اندرونی، ۲ ورودی اصلی و فرعی، هشتی، راهرو، حیاط، تابستان نشین، زمستان نشین، آشپزخانه، حیاط‌های سرپوشیده و زیرزمینی بزرگ است. خانهٔ بروجردی‌ها در دو طبقه و در قسمت جنوبی با سرداب ۳ طبقه می‌باشد.
نقاشی‌های ارزنده و گچ‌بری‌های این خانه، زیر نظر صنیع الملک، نقاش بزرگ ایران و عموی کمال الملک اجرا شده‌است. صاحب این خانه، سید حسن نطنزی از بازرگان‌های نطنزی مقیم کاشان و معمار آن استاد علی مریم کاشانی بوده‌است. وی به خاطر سفرهای زیادی که به شهر بروجرد داشته به بروجردی معروف شده. وی عاشق دختر سید جعفر طباطبایی نطنزی یکی از بزرگ‌ترین تاجران فرش آن زمان می‌شود و طباطبایی نیز برای رضایت دادن نسبت به ازدواجشان شرطی می‌گذارد. او که در خانهٔ بسیار زیبایی که اکنون با نام خانه طباطبایی‌ها شناخته می‌شود زندگی می‌کرده و به سید حسن می‌گوید که باید خانه‌ای همچون خانهٔ من بسازی تا دخترم را به همسریت در بیاورم. سید حسن نیز قبول می‌کند و بعد از ۷ سال که ساخت حیاط اندرونی به پایان می‌رسد در خانه ساکن شده و بعد از ۱۱ سال تالار اصلی نیز تکمیل می‌شود. خانه بروجردی اکنون محل اداره میراث فرهنگی کاشان است.
این خانه یکی از مهمترین و زیباترین بناهای تاریخی است که در طراحی و ساخت آن ظرافت‌ها و تزئینات معماری ایرانی اسلامی به وفور مشاهده می‌شود.در معماری این عمارت زیبا، به نقوش اصیل ایرانی تاکید به‌خصوصی شد و تزئینات داخلی آن با وسواس و دقت خاصی کار شده است.
خانه تاریخی بروجردی‌های کاشان از نظر محبوبیت جاذبه توریستی به عنوان انتخاب برتر یونسکو در سال ۲۰۱۵ و ۲۰۱۶ اعلام شد.
این خانه یکی از لوکیشن‌های سریال شبکه نمایش خانگی قبله عالم می‌باشد.

## وضعیت نگهداری و حفاظت
در ۱۴۰۲ خبر رسید که خانه تاریخی بروجردی‌ها، قرار است در ازای ساخت ساختمان اداره کل میراث فرهنگی کاشان به یک هتل‌دار بانفوذ واگذار شود

## نگارخانه

سقف بزرگ خانهٔ بروجردی‌ها
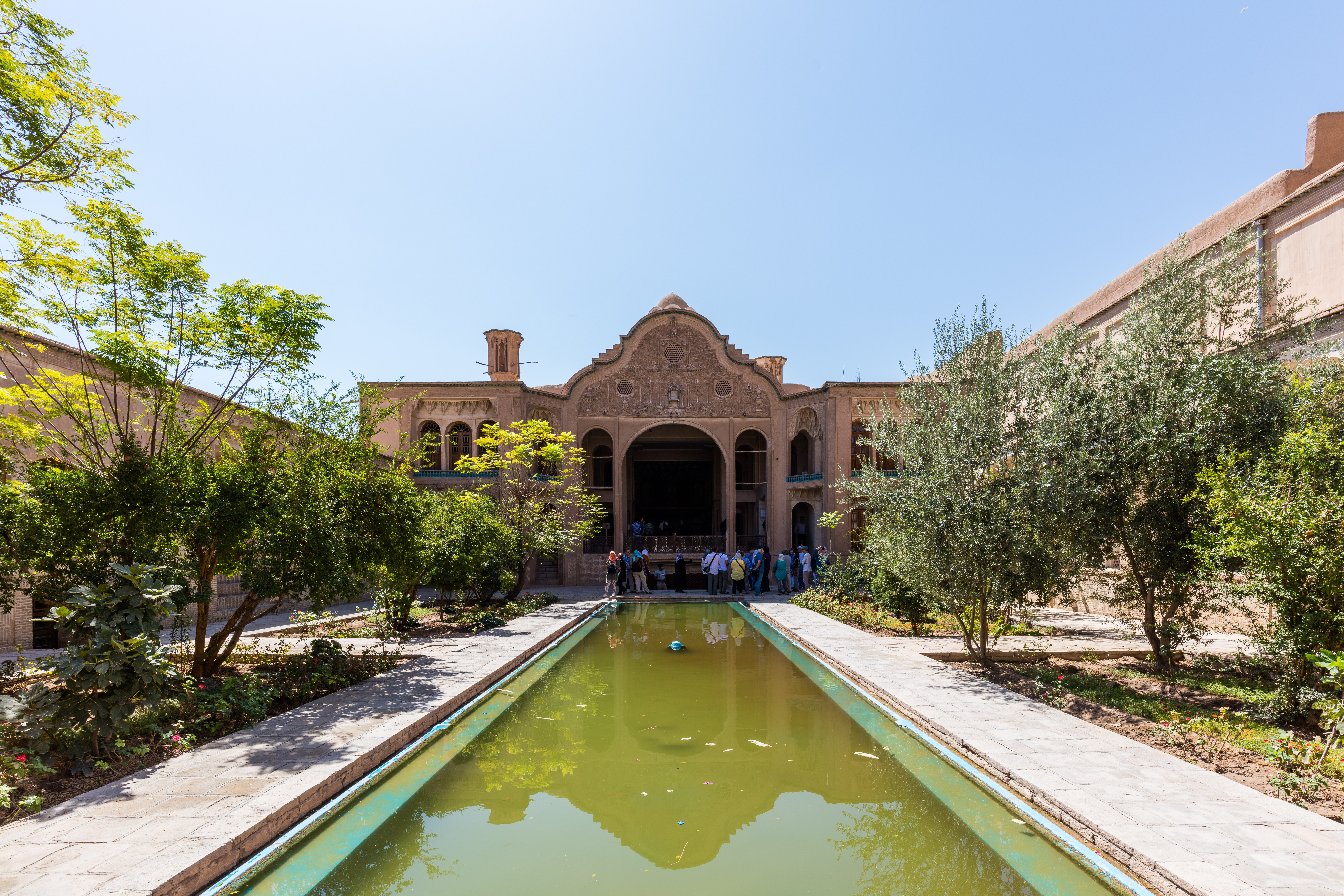
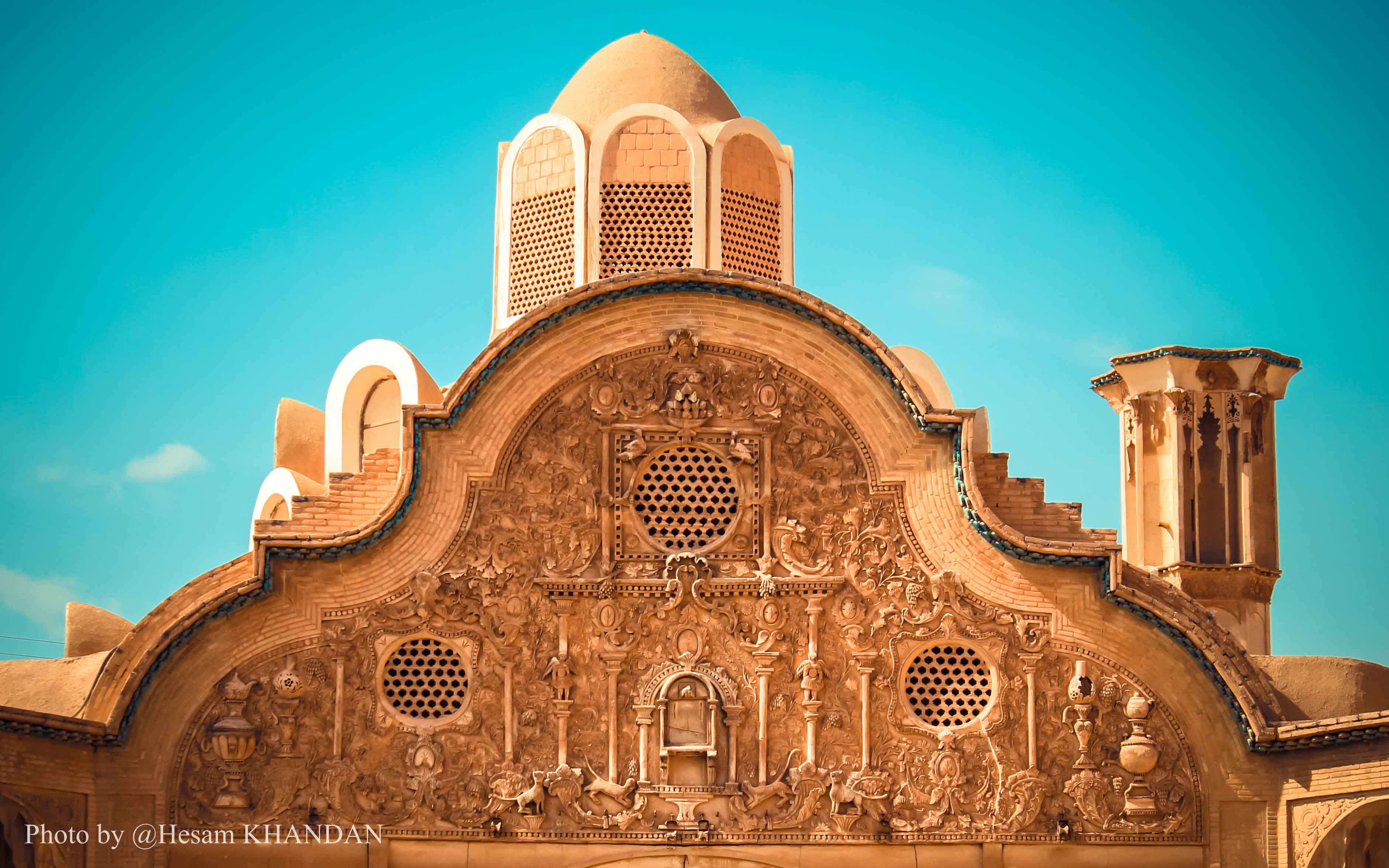
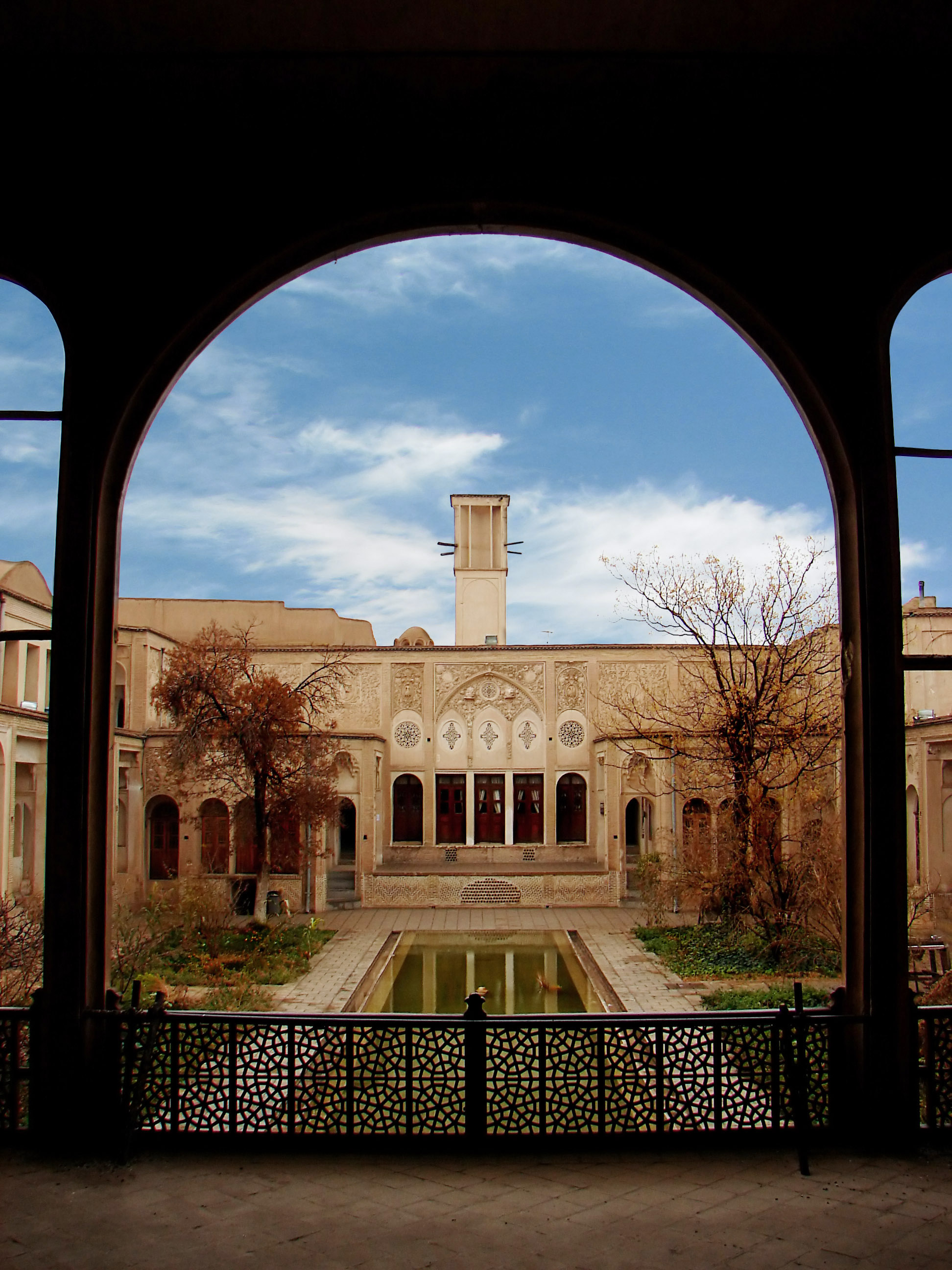
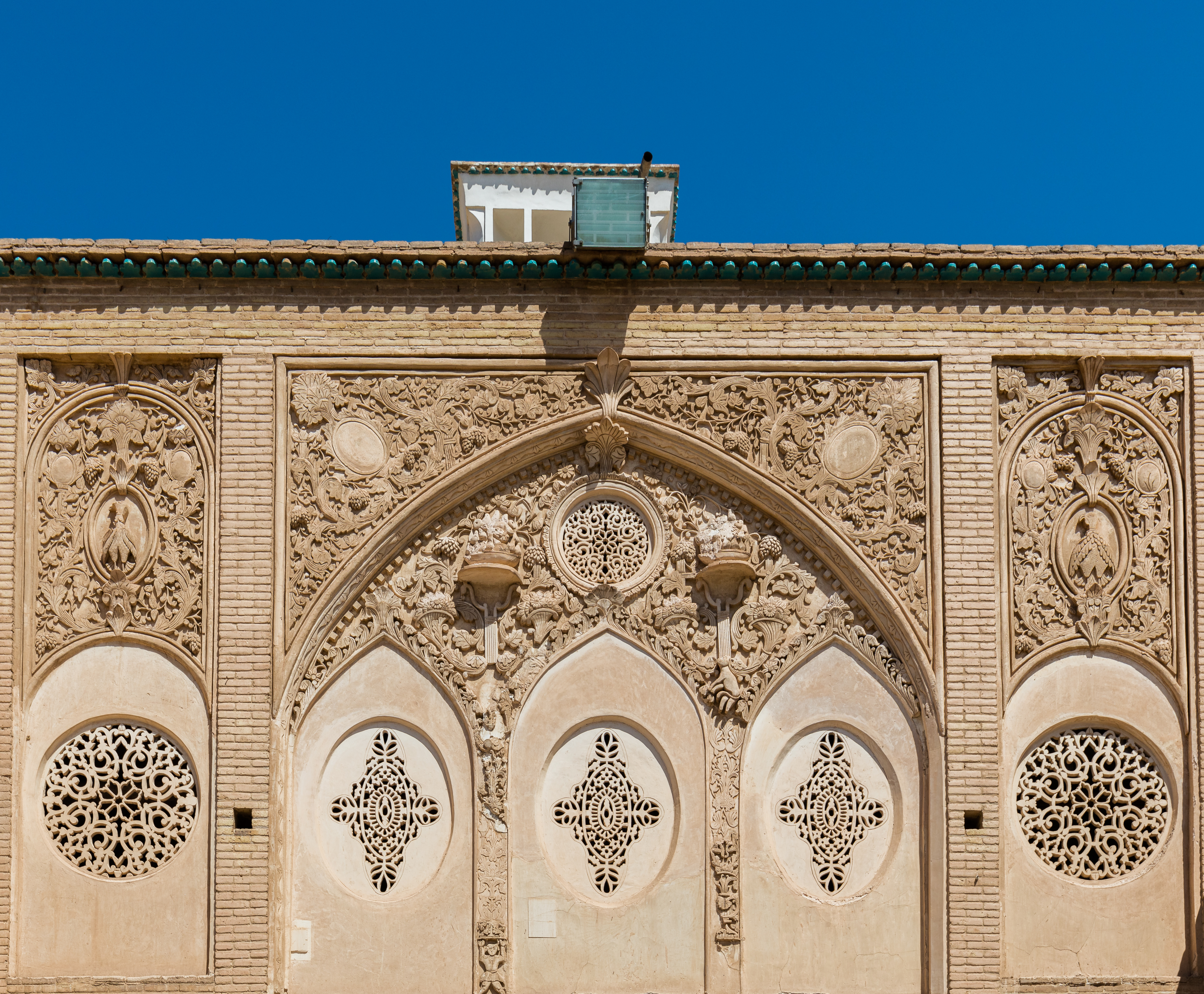
گچ‌بری دیواری در خانه بروجردی‌ها
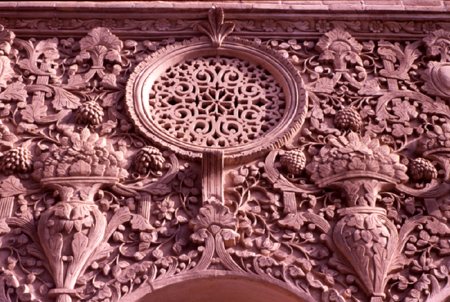
گچ‌بری دیواری در خانه بروجردی‌ها
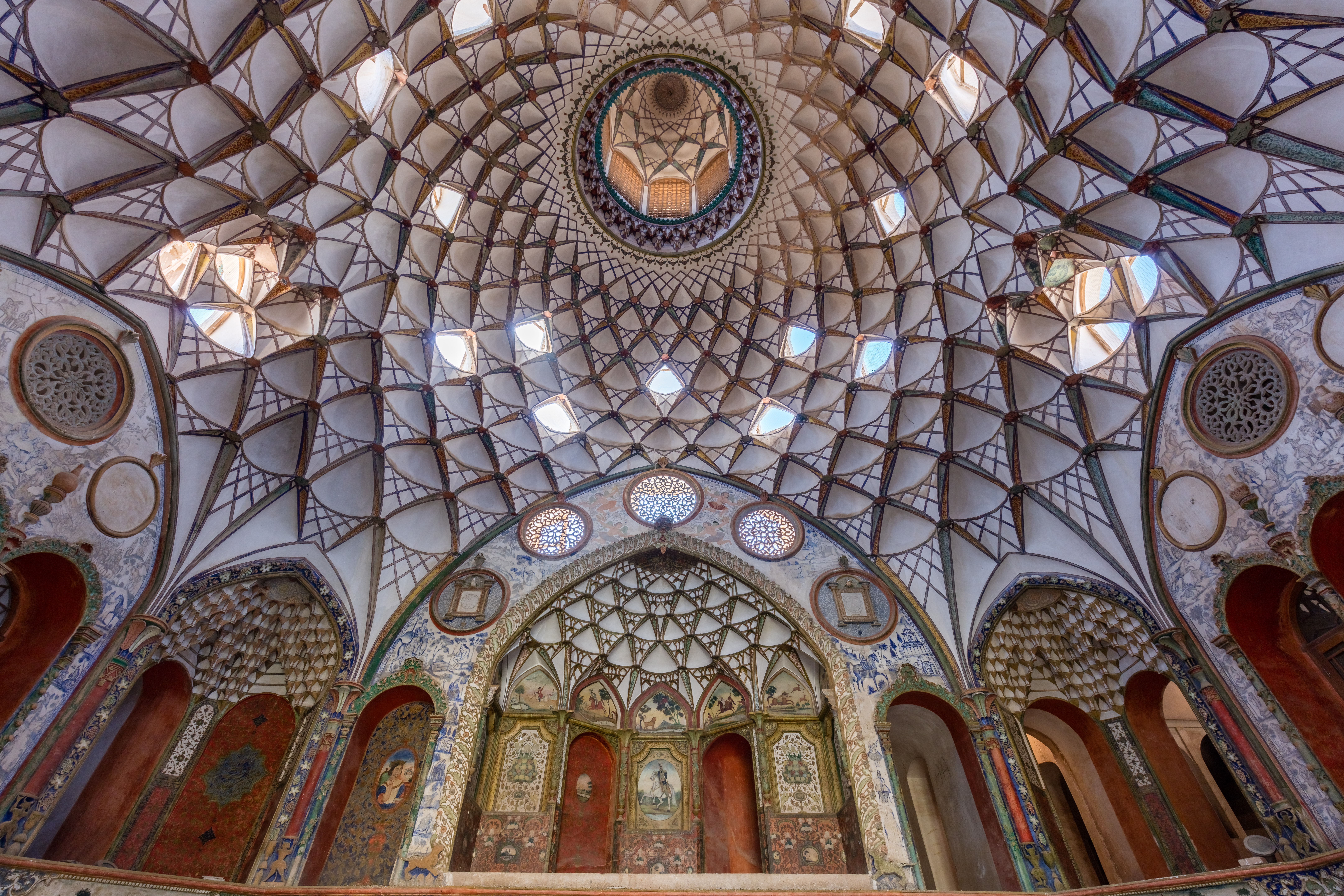
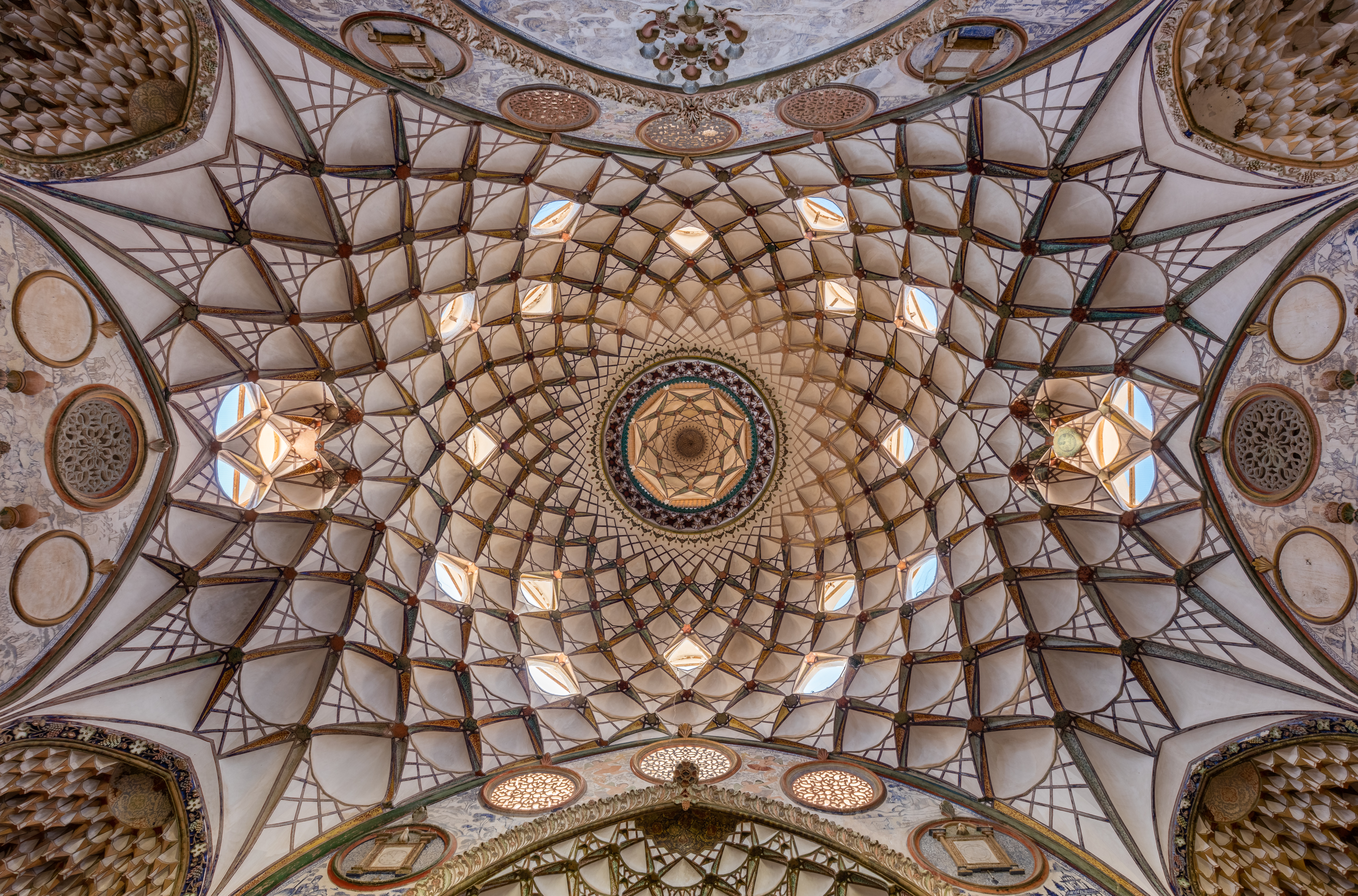
کاربندی زیر گنبدخانه خانه بروجردی ها